# Anne Estrup Olesen
Anne Estrup Olesen (født 1978) er en dansk professor ved Aalborg Universitet, hvor hun forsker i farmakologi.

## Uddannelse
Anne Estrup Olesen er uddannet som farmaceut (cand. pharm.) fra Københavns Universitet i 2005. I 2009 modtog hun ph.d.-graden fra Aalborg Universitet. I 2014 bestod hun, med udmærkelse, den 1-årige forskeruddannelse: “The Harvard Medical School Global Clinical Scholars Research Training Program” fra Harvard Medical School, Boston, USA.

## Ansættelser
I 2014 blev hun adjungeret lektor i farmakoterapi ved Det Sundhedsvidenskabelige Fakultet, Københavns Universitet. I 2016 blev hun ansat som lektor ved Klinisk Institut, Aalborg Universitet og gennemførte en forskningslederuddannelse ved CBS, København. I 2016 blev hun udvalgt til deltagelse i Aalborg Universitets talentplejeprogram efter indstilling fra et tværfakultært bedømmelsesudvalg. Talentplejeprogrammet er etableret til understøttelse af lysende talenter inden for forskning- og forskningsledelse. I 2020 blev hun ansat som professor ved Klinisk Institut, Aalborg Universitet og forskningsansvarlig ved Klinisk Farmakologisk Enhed, Aalborg Universitetshospital.

## Baggrund og videnskabelige bidrag
Anne Estrup Olesens forskning har altid været centreret omkring rationel anvendelse af lægemidler. De første år var fokus virkningsmekanismer for smertestillende lægemidler herunder også bivirkningsprofiler. Hun har desuden beskæftiget sig med undersøgelser af genetikkens of fysiologiens indflydelse på optagelse og effekt af lægemidler. Senest har hun forsket i ”rationel farmakoterapi”, som dækker øget patientsikkerhed og hensigtsmæssigt lægemiddelforbrug til gavn for samfundsøkonomien, sundhedssystemet og patienterne. Herunder er der igangværende projekter med fokus på absorption af lægemidler i patientgrupper med dysfunktion i mavetarmsystemet samt utilsigtede hændelser relateret til medicinsk behandling.
Visionen for Anne Estrup Olesens fremtidige forskning er at forbedre kvaliteten i medicinsk behandling og øge sikkerheden for patienterne i Region Nordjylland, samt påvirke nationale og internationale miljøer i samme retning. Hun samarbejder med flere forskellige afdelinger og primærsektoren omkring forskningsprojekter inden for tre hovedområder: 1) Rette dosis til rette patient; 2) Rette medicin til rette patient og 3) Forebyggelse af utilsigtede hændelser.
Anne Estrup Olesens CV tæller ca. 100 videnskabelige publikationer. Hendes citation metrics pr. 4. august 2021 angiver en Sum of Times Cited på 1622 og en average Citations per Article på 20,3. Hun repræsenterer Aalborg Universitet i to faggrupper tilknyttet Den Bibliometriske Forskningsindikator ved Uddannelses- og Forskningsministeriet. Hun er bestyrelsesmedlem i det nyligt etablerede ”Dansk Selskab for Personlig Medicin”. Anne Estrup Olesen bestod i 2012 adjunktpædagogikum ved Københavns Universitet og har siden dygtiggjort sig inden for undervisning ved forskellige kurser og workshops. Hun har meget undervisningserfaring og underviser blandt andet studerende ved Aalborg Universitet i farmakologi. Hun vejleder både studerende og yngre forskere i diverse farmakologiske projekter. Anne Estrup Olesen er medlem af Det Akademiske Råd ved Det Sundhedsvidenskabelige Fakultet.